# Connie Gilchrist

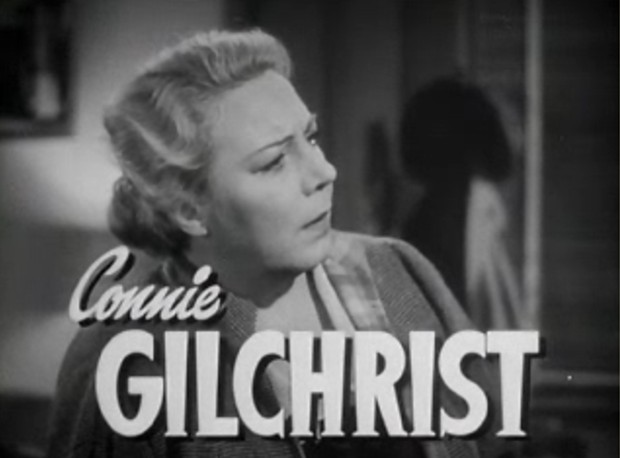
Connie Gilchrist i en filmtrailer.

Connie Gilchrist, född 2 februari 1901 i Brooklyn, New York, död 3 mars 1985 i Santa Fe, New Mexico, var en amerikansk skådespelare. Hon scendebuterade 1917 i London, och debuterade på Broadway 1935. Under 1940-talet medverkade hon som birollsskådespelare i ett stort antal filmer för bolaget Metro-Goldwyn-Mayer. Hon var aktiv fram till 1969.

## Filmografi, urval
- 1941 – En kvinnas ansikte
- 1941 – Johnny Eager
- 1947 – Melodin som gäckade skuggan
- 1947 – Tvålfagra löften
- 1948 – Förrädaren
- 1949 – Min man – eller din?
- 1949 – Unga kvinnor
- 1954 – Farornas land
- 1954 – Sånt händer med flickor
- 1956 – Mannen i den grå kostymen
- 1958 – Min fantastiska tant
- 1958 – Insats förlorad